# سلول جامی
سلول‌های جامی یا جام‌یاخته‌ها (به انگلیسی: Goblet cells)، سلول‌های غده‌ای ستونی از دسته سلول‌های بافت پوششی می‌باشند که در برون‌ریزی موسین‌ها (مواد اصلی تشکیل‌دهندهٔ مخاط) نقش دارند.
نام این سلول از روی شکل جام‌مانند آنها برگرفته شده‌است.
سلول‌های جامی، سلول‌هایی هستند که هم در سطح پرز و هم در سطح کریپت‌ها دیده می‌شوند و دارای هسته قاعده‌ای و سیتوپلاسم راسی پر از ماده موکوسی هستند که به عنوان یک تک غده سلولی عمل می‌کنند. محتویات موکوسی سلول با معرف PAS (مخصوص کربوهیدراتها) به رنگ قرمز دیده می‌شود و در رنگ‌آمیزی معمولی ضمن آماده‌سازی بافت در مورد آماده کننده حل شده و باعث می‌شود که سلول به صورت تو خالی و روشن شبیه جام دیده شود. این سلول‌ها در دوازدهه کم و هر چه به انتهای روده نزدیک می‌شویم، تعداد آنها نیز افزایش می‌یابد. موکوس مترشحه به وسیله این سلولها، گلیکوپروتئین اسیدی است که سطح سلولها را لغزنده ساخته و دارای نقش حفاظتی است.

## نگارخانه

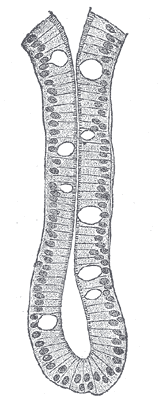
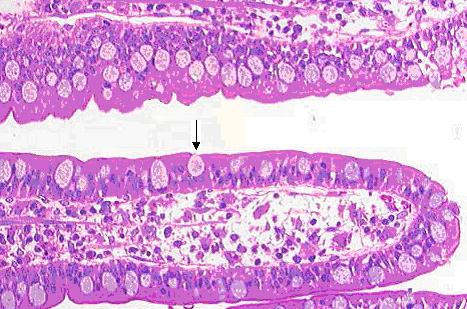
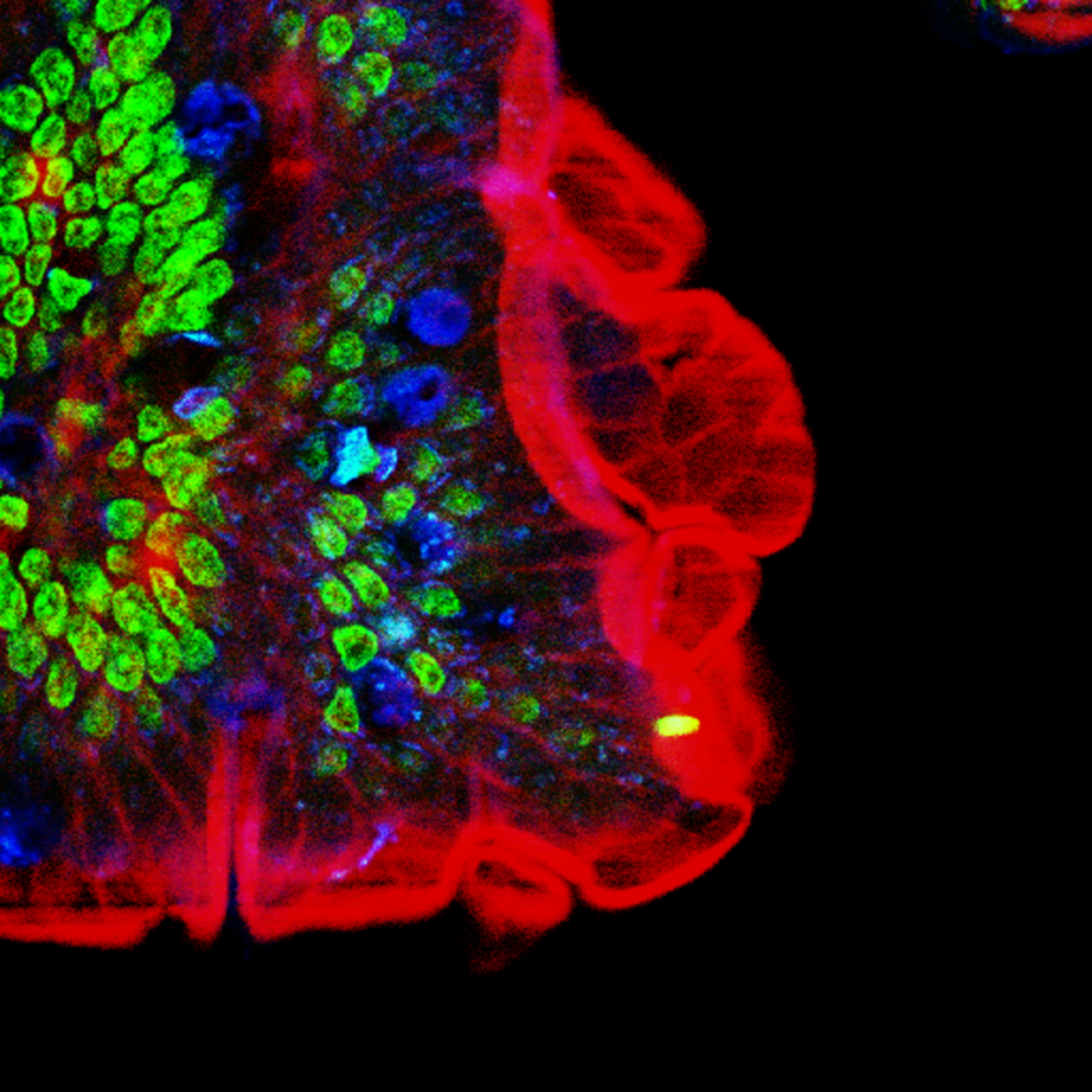
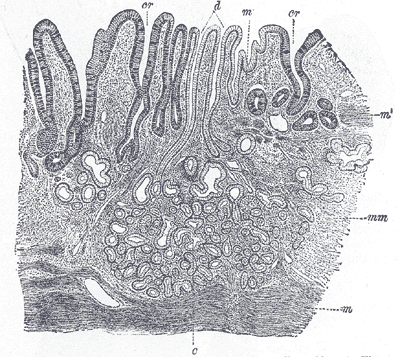